# Leskovac
Amb una població és de 123.950 habitants segons el cens de 2022, Leskovac és una de les ciutats més grans de Sèrbia, i la capital del districte de Jablanica. Està situada a la part del sud-est de la República de Sérbia, a 300 km de Belgrad i 40 km de la ciutat de Nis.
La ciutat és molt coneguda pel festival de la "graella" Rostiljijada, que cada any visiten turistes de tot Europa, amb rècords mundials en produir l'hamburguesa més gran del món (Pljeskavica). També és coneguda per la producció de pebre roig molt picant.